# Араужо Карвальо, Габриэл
Габриэл Араужо Карвальо (порт.-браз. Gabriel Araújo Carvalho; 29 января 1992, Салвадор; более известен как просто Габриэл) — бразильский футболист, защитник клуба «Наутико Ресифи».

## Карьера
Воспитанник «Крузейро». На родине играл в командах «Крузейро», «Насьональ» (Нова-Серрана), «Витория» (Салвадор), «Мадурейра» и «Макаэ».
В ноябре 2014 года на правах свободного агента перешёл в украинский клуб «Металлург» (Донецк), с которым подписал контракт сроком на 3 года. В Премьер-лиге дебютировал 8 ноября в игре против «Говерлы», заменив на 76-й минуте матча Николая Морозюка.
В январе 2016 года отправился на просмотр в «Сталь».